# Pedro González de Mendoza
Pedro González de Mendoza, född 3 maj 1428 i Guadalajara, död 11 januari 1495 i Guadalajara, var en spansk kardinal, ärkebiskop och statsman. 

## Biografi
Pedro González de Mendoza var son till markis Íñigo López de Mendoza och Catarina Suárez de Figueroa. Han studerade vid universitetet i Salamanca från 1446 till 1452.
År 1453 utnämndes Mendoza till biskop av Calahora y La Calzada och biskopsvigdes den 20 juli året därpå. År 1467 installerades han som biskop av Sigüenza.
Den 7 maj 1473 upphöjde påve Sixtus IV Mendoza till kardinal med Santa Maria in Domnica som titelkyrka. Året därpå installerades han som ärkebiskop av Sevilla. År 1475 blev Ferdinand kung av Kastiljen och Mendoza blev då dennes rådgivare. Mendoza erhöll 1478 basilikan Santa Croce in Gerusalemme som titelkyrka; han lät bygga om den och förde dit en del av det Sanna korset.
Kardinal Mendoza tog 1482 ärkebiskopsstolen i Toledo i besittning och utnämndes tillika till latinsk patriark av Alexandria. Mendoza använde sitt inflytande över drottning Isabella för att bilägga tvisterna mellan den spanska kronan och påvedömet. Han avled 1495 och är begravd i Toledos katedral.

### Webbkällor
- ”GONZÁLEZ DE MENDOZA, Pedro (1428–1495)” (på engelska). The Cardinals of the Holy Roman Church. Salvador Miranda. Arkiverad från originalet den 18 februari 2018. https://archive.today/20180218074812/http://webdept.fiu.edu/~mirandas/bios1473.htm%23Gonzalez#Gonzalez. Läst 18 februari 2018.
- ”Pedro Cardinal González de Mendoza” (på engelska). Catholic Hierarchy. Arkiverad från originalet den 18 februari 2018. https://archive.today/20180218075000/http://www.catholic-hierarchy.org/bishop/bgondmep.html. Läst 18 februari 2018.